# W-22
W-22 — тральщик Імперського флоту Японії, який взяв участь у Другій світовій війні.
Корабель, який належав до типу W-19, спорудили у 1942 році на верфі Ishikawajima Shipbuilding у Токіо.
На початку серпня 1942-го союзники висадились на сході Соломонових островів, що започаткувало шестимісячну битву за Гуадалканал та змусило японське командування спрямовувати підкріплення до Меланезії. 13—24 серпня W-22 пройшов з Майдзуру до атола Трук у центральній частині Каролінських островів (тут була головна японська база в Океанії), а 26—29 серпня ескортував танкер до Рабаула (головна передова база у архіпелазі Бісмарка, з якої провадились операції на Соломонових островах та сході Нової Гвінеї).
З 1 по 6 вересня та з 19 по 22 вересня 1942-го W-22 здійснив два рейси з Рабаула до району новогвійнейської Буни (східне узбережжя півострова Папуа, де наприкінці липня висадився японський десант) та назад, при цьому кожен раз він ескортував по одному транспорту.
З кінця вересня 1942-го W-22 узявся за ескортні місії між Рабаулом та якірною стоянкою Шортленд — прикритою групою невеликих островів Шортленд акваторією у південного узбережжя острова Бугенвіль, де зазвичай відстоювались кораблі та перевалювались вантажі перед відправкою далі на схід у зону боїв за Гуадалканал. В одному випадку при поверненні з Шортленду тральщик спершу 11—14 жовтня ескортував танкер до Кавієнгу (друга за значенням японська база у архіпелазі Бісмарка на північному завершенні острова Нова Ірландія), а вже звідти прибув до Рабаула. Кілька разів W-22 затримувався для несення служби на Шортленді, як це бувало з 2 по 19 листопада або з 28 листопада по 15 грудня 1942-го. Також тральщик здійснив ряд рейсів з Шортленду до архіпелагу Нью-Джорджія в центральній частині Соломонових островів — 13—14 листопада він уперше ходив до Мунди (можливо відзначити, що саме в ці дні тривала вирішальна морська битва біля Гуадалканалу), а 7—8 грудня 1942-го повторив цей рейс.
У 1943-му пов'язана з Шортлендом діяльність продовжилась. В лютому W-22 ніс службу біля Бугенвілю більш як два тижні — з 4 по 22 лютого, причому 18—19 лютого ескортував конвой до Коломбангари на заході архіпелагу Нью-Джорджія (можливо відзначити, що на той час японці вже евакуювали гарнізон з Гуадалканалу і центральні Соломонові острови стали їх передовою лінією захисту).
25 лютого 1943-го W-22 вийшов із Рабаула з завданням супроводити транспорт «Кірікава-Мару» напряму до архіпелагу Нью-Джорджія, при цьому 27 лютого біля острова Велья-Лавелья американські літаки важко пошкодили транспорт, який у підсумку був добитий чи то W-22, чи мисливцем за підводними човнами CH-26. Далі тральщик прибув на Шортленд, де перебував більш як три тижні. 20 березня W-22 супроводив транспорт з Шортленду до Кієти (порт на східному узбережжі Бугенвілю), а 21 березня прибув до Рабаулу, де до кінця місяця проходив ремонт.
До кінця липня 1943-го W-22 продовжував рейси на Шортленд із перебуванням на цій стоянці 3—9 квітня, 15—26 квітня, 3—10 травня, 17 травня — 9 червня та навіть цілий місяць, починаючи з 18 червня. 18 липня під час повітряного нальоту на Шортленді були потоплені та пошкоджені кілька кораблів, після чого W-22 повів на буксирі інший тральщик W-15, з яким прибув до Рабаула 20 липня.
На початку серпня 1943-го W-22 перебував на північному узбережжі Нової Гвінеї у Веваку, звідки 8 серпня вирушив для супроводу невеликого транспорту «Ютоку-Мару» (Jutoku Maru) до Рабаула. Хоча було обрано обхідний маршрут, який дозволяв зменшити загрозу від ворожої авіації, 11 серпня в районі островів Адміралтейства американські бомбардувальники знайшли загін та потопили транспорт.
28 серпня — 2 вересня 1943-го W-22 разом з кількома іншими кораблями ескортував конвой O-605 з Рабаула на Палау (важливий транспортний хаб на заході Каролінських островів), при цьому під час переходу підводний човен пошкодив один з транспортів.
Згодом тральщик провів певний час у Японії в Майдзуру (обернене до Японського моря узбережжя Хонсю), а 21 листопада 1943-го вирушив до Океанії з порту Саєкі (північно-східне узбережжя Кюсю). Перші півтори тисячі кілометрів W-22 супроводжував конвой O-107, що прямував на Палау, а далі відокремився та попрямував на Трук. 1 грудня на підході до цієї бази W-22 підсилив захист єдиного транспорту, який залишився після розгрому конвою № 3123, і тієї ж доби загін досягнув Труку.
10 грудня 1943-го тральщик вирушив у складі конвою № 1103, що прямував до архіпелагу Бісмарка. 15 грудня W-22 відокремився від основного загону та супроводив один з транспортів до Кавієнгу, а 16 грудня прибув в Рабаул.
18 грудня 1943-го W-22 повернувся у Кавієнг, а за тиждень, 25 грудня, ця база стала ціллю для американських авіаносців. Тральщик отримав певні пошкодження, проте зберіг морехідність і 30 грудня 1943 — 6 січня 1944 брав участь у охороні транспорту, який провели на буксирі з Кавієнга на Трук. Далі W-22 пройшов на Труці відновлення за допомогою ремонтного судна «Акасі».
27 січня — 19 лютого 1944-го тральщик супроводжував конвой №4127 з Труку до Токійської затоки. 27 лютого W-22 прибув до Майдзуру, де більш як місяць проходив ремонт і модернізацію. З корабля зняли тральне обладнання, натомість додали спарену 25-мм зенітну установку та можливість приймати ще 36 глибинних бомб, що підсилювало його можливості з виконання ескортних функцій.
13—19 квітня 1944-го W-22 перейшов з Японії до Шанхаю, при цьому він певний час супроводжував конвой MOTA-17, пунктом призначення якого була Формоза. 21 квітня тральщик разом з численними іншими кораблями охорони (зокрема, трьома есмінцями) рушив з Шанхаю для супроводу конвою «Таке № 1», що мав доправити на Мінданао та захід Нової Гвінеї дві піхотні дивізії. 26 квітня біля західного узбережжя філіппінського острова Лусон підводний човен потопив транспорт «Йосіда-Мару», разом з яким загинуло понад 2,5 тисячі вояків. W-22 провів безрезультатну атаку глибинними бомбами, а 27 квітня прибув до Маніли. 1 травня конвой рушив далі, проте W-22 затримався у Манілі і вийшов звідси лише 5 травня для супроводу транспорту «Аобасан-Мару», що прибув з Японії із 4 тисячами військовослужбовців на борту. Вранці 7 травня біля південно-західного завершення острова Мінданао «Аобасан-Мару» був уражений ворожим торпедним човном (капітан останнього доповів про влучання одразу трьох торпед), проте не затонув та за добу зміг дістатись до порта Замбоанга, розташованого менш ніж за півсотні кілометрів від місця атаки. W-22 здійснював скидання глибинних бомб, щоб не дати субмарині можливості добити пошкоджене судно.
12—23 травня 1943-го W-22 пройшов із Замбоанги через Давао (порт на південному узбережжі Мінданао) до Палау, супроводжуючи на кожному з переходів по одному транспорту. 24—26 травня разом з двома допоміжними мисливцями за підводними човнами тральщик супроводив приведене із Давао судно до острова Яп (чотири з половиною сотні кілометрів на північний схід від Палау) та назад.
2 червня 1944-го W-22 вийшов з Палау, щоб супроводити до острова Хальмахера спеціальний транспорт ВМФ — танкодесантне судно Т.128. 4 червня за три сотні кілометрів від зазначеного острова їх атакувала ворожа авіація. W-22 не отримав пошкоджень, проте під час ухилення від нападу в умовах шторму втратив контакт із підзахисним судном. Відтак W-22 без успіху намагався віднайти його, після чого попрямував до Хальмахера, сподіваючись, що транспорт прямує до пункту призначення самостійно, тоді як фактично десантне судно № 128 потопила авіація. 5 червня тральщик досягнув затоки Кау на острові Хальмахера.
9—13 червня 1944-го W-22 ескортував з Кау до Амбону два десантні судна. Далі щонайменше два місяці тральщик займався ескортною діяльністю на Молуккських островах.
В якийсь момент W-22 опинився на Палау, де й був втрачений. Обставини та дата загибелі корабля однозначно невідомі. За однією версією, він був потоплений 22 серпня 1944-го за пів сотні кілометрів північніше Палау американським підводним човном «Батфіш». За іншою, тральщик затонув біля острова Бабелтуап (найбільший в архіпелазі Палау) 11 листопада 1944-го чи то авіацією, чи то унаслідок підриву на міні, яку виставила авіація (можливо відзначити, що у вересні 1944-го союзники вже висадились на південних островах архіпелагу та узяли Бабелтуап в блокаду).